# Jaime de Piniés
Jaime de Pinies (ur. 18 listopada 1917 w Madrycie, zm. 29 grudnia 2003 tamże), dyplomata hiszpański, przewodniczący XL sesji Zgromadzenia Ogólnego ONZ.
Studiował prawo na uniwersytecie w Madrycie. Od 1947 pracował w dyplomacji Hiszpanii, był członkiem personelu przedstawicielstw w Wielkiej Brytanii, USA i na Filipinach, a także przy ONZ (1956–1957). W latach 1958–1960 był przedstawicielem Hiszpanii przy Radzie Społeczno-Gospodarczej ONZ, następnie zastępcą przedstawiciela hiszpańskiego w ONZ (1960-1968), wreszcie przedstawicielem (1968-1972); w latach 1969–1970 był przewodniczącym Rady Bezpieczeństwa. W 1972 przerwał na rok pracę w ONZ i został ambasadorem w Wielkiej Brytanii; od 1973 ponownie przedstawiciel Hiszpanii w ONZ.
17 września 1985 został wybrany na przewodniczącego XL sesji zwyczajnej Zgromadzenia Ogólnego ONZ; przewodniczył także XIII sesji specjalnej w 1986.